# Техніко-економічні показники видобування нафти і газу
Техніко-економічні показники видобування нафти і газу – показники, які умовно охоплюють такі групи: 
- 1. Показники об’єму продукції: плануються і враховуються в натуральному і вартісному виразі. До натуральних показників належать: об’єм видобутку нафти в тоннах; об'єм видобутку конденсату в тоннах; об’єм видобутку природного газу в 1000 м3; об’єм видобутку нафтового газу в 1000 м3; валовий видобуток нафти і газу в тоннах чи 1000 м3; товарний видобуток нафти і газу в тоннах чи 1000 м3; баланс нафти і газу. До вартісних показників належать: товарна продукція, в т. ч. видобуток нафти і газу; валова продукція, в т. ч. видобуток нафти і газу.

- 2. Показники об’єму робіт в експлуатації: кількість свердловин експлуатаційного фонду; кількість свердловин діючого фонду; свердловино-місяці, які числяться по експлуатаційному фонду свердловин; свердловино-місяці, які числяться по діючому фонду свердловин; свердловино-місяці експлуатації (чи відпрацьовані).

- 3. Показники використання фонду свердловин: структура фонду свердловин; баланс календарного часу використання свердловин; коефіцієнт використання фонду свердловин; коефіцієнт експлуатації.

- 4. Показники продуктивності свердловин: середньодобовий дебіт одної свердловини, тонн/свердловину чи 1000 м3/свердловину; середньомісячний видобуток на свердловино-місяць експлуатації; коефіцієнт зміни (зменшення) дебіту.

На базі основних показників може використовуватись в залежності від мети розрахунку цілий ряд додаткових похідних показників, напр., група показників по способах експлуатації (середні дебіти, об’єми видобутку, показники використання фонду свердловин тощо), по категоріях свердловин (середні дебіти, об’єми видобутку тощо) та ін. У плануванні та звітності зустрічаються й економічні показники – собівартість, продуктивність праці та інші.